# Anasillomos
Anasillomos is een vliegengeslacht uit de familie van de roofvliegen (Asilidae).

## Soorten
- A. chrysopos Londt, 1983